# Kurt Schork
Kurt Erich Schork (24 de enero de 1947-24 de mayo de 2000) era un reportero y corresponsal de guerra estadounidense.

## Biografía
Fue asesinado en una emboscada cuando estaba trabajando para Reuters en Sierra Leona junto al camarógrafo español Miguel Gil Moreno, quien trabajó para la televisión de la Associated Press. Otros dos periodistas de Reuters, el camarógrafo suráfricano Mark Chisholm y el fotógrafo griego Yannis Behrakis fueron heridos en el ataque.
Kurt Schork nació en Washington D. C. el 24 de enero de 1947, estudió en la Universidad de Oxford como un escolar Rhodes al mismo tiempo que Bill Clinton. Trabajó como promotor, consejero político y como jefe de personal de la Autoridad de Tránsito de Nueva York, antes de convertirse en periodista.
Kurt Schork cubrió numerosos conflictos y guerras, incluyendo eventos en los Balcanes, Irak, Chechnya, Kurdistán Iraquí, Sri Lanka, y Timor Oriental.